# Ankerløkken Verft
Ankerløkken Verft var ett norskt varvsföretag. Det grundades av Ole E. Aaserud 1949 i Florø som en mekanisk verkstad, som började med att tillverka vägskrapor och snöplogar. Så småningom övergick företaget till att reparera och bygga fiskebåtar. 
Det första fartyget som byggdes var fiskebåten MS Hoddevik 1952, och fiskebåtar dominerade produktionen under kommande 20 år. År 1968 byggdes en ny fartygsbädd och 1971 uppfördes Ankerløkken Verft Førde i Førde. De två varven hade som mest över ett tusen anställda och var de största näringsverksamheterna i de båda orterna. Under 1970-talet byggde varvet särskilt tankfartyg, som var så stora att framdelen byggdes i Førde och bakpartiet i Florø. Förskeppet bogserades sedan till Florø för att svetsas samman med den bakre delen. 
Ankerløkkenvarven gick i konkurs 1985, varefter följde en tid med skiftande ägare. De köptes 1991 av Kværner. Efter det att Kvaerner hamnat i ekonomiska svårigheter, köptes varven i Florø och Førde av Klevengruppen i Ulsteivik och namnändrades till Kleven Florø och Kleven Førde. År 2000 hade de tillsammans 500 anställda. 
År 2006 köpte Aker Yards Kleven Florø. Varvet i Førde drevs vidare inom Kleven Maritime, sedan 2007 organiserat som en filial till Kleven Verft i Ulsteinvik.
Varvet i Florø drivs, efter att ha ägts av Aker Yards och därefter av STX Norway, sedan 2013 av Westcon Yards som reparations- och ombyggnadsvarv för fartyg och med nybyggnad av offshoreriggar.